# Obereiderseen

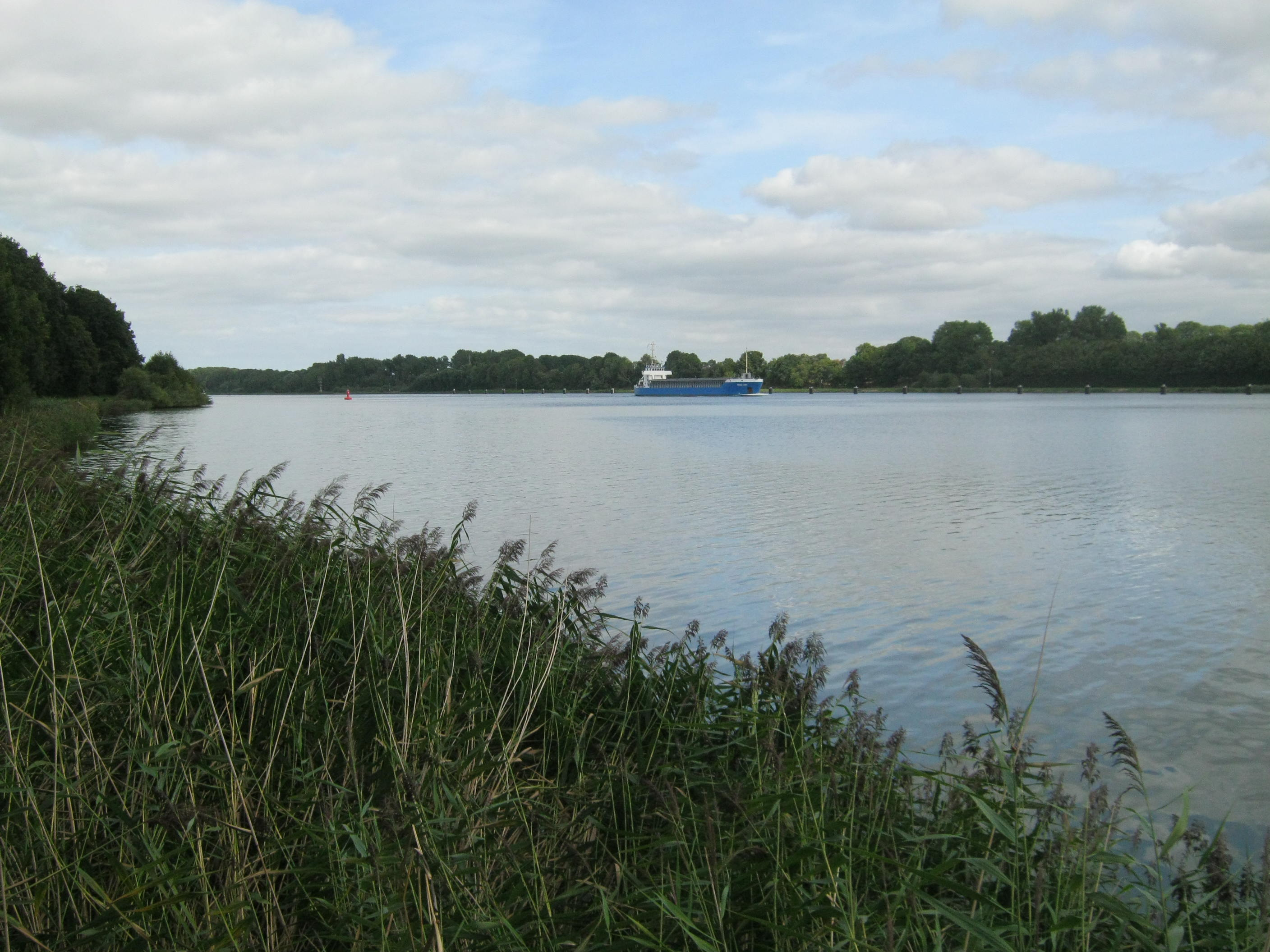
Schirnauer See, der östliche Obereidersee

Die drei Obereiderseen Schirnauer See, Borgstedter See und Audorfer See liegen nordöstlich der Städte Rendsburg und Büdelsdorf und werden von der Eider durchflossen. In den Bau des Schleswig-Holsteinischen Kanals und später des Nord-Ostsee-Kanals wurden sie einbezogen. Aktuell durchfließt der Nord-Ostsee-Kanal den Schirnauer See und den Audorfer See an deren südöstlichem Rand. Der ursprünglich ebenfalls vom Kanal durchflossene Borgstedter See erwies sich für die Kanalschifffahrt an seinem westlichen Ausgang als zu schmal, darum wird der ganze See auch in manchen Quellen als Borgstedter Enge bezeichnet. Beim Kanalausbau von 1907 bis 1914 wurden der Schirnauer See und der Audorfer See mit einem Durchstich unter Umgehung des Borgstedter Sees direkt verbunden, wobei die Rader Insel entstand.